# Patrick Weil
Pour les articles homonymes, voir Weil.
Patrick Weil, né le 14 octobre 1956 à Neuilly-sur-Seine, est un politologue, directeur de recherche émérite au CNRS. 
Marqué à gauche, il est spécialiste du droit des immigrés. À ce titre, il a été membre du Haut Conseil à l'intégration (1996-2002), puis de la commission Stasi (2003).

## Biographie

### Jeunesse et études
Patrick Weil est issu d'une famille juive. Il est diplômé d'une licence de droit et d'une maîtrise de droit public de l'université Panthéon-Sorbonne (1978). 
Il est également diplômé de l'École supérieure des sciences économiques et commerciales (ESSEC) en 1980.  
En 1988, il soutient une thèse de doctorat en sciences politiques à l'Institut d'études politiques de Paris (IEP) sous la direction de Jean Leca, intitulée L'Analyse d'une politique publique : la politique française d'immigration : 1974-1988.
Il soutient son habilitation à diriger des recherches en sciences politiques en 1990 à l'IEP.

### Parcours professoral
Après avoir soutenu sa thèse, il devient directeur de recherche au Centre national de la recherche scientifique (CNRS) en 1994. Rattaché au Centre d'histoire sociale des mondes contemporains de l'université de Paris I[réf. nécessaire], il travaille sur l'histoire de l'immigration en France. 
Il est nommé maître de conférences au sein de l'IEP de Paris, où il enseigne de 1984 à 1999. Il quitte l'école du fait de désaccords avec la direction de Richard Descoings.
Depuis 2008, il intervient en qualité de Visiting Professor au sein de la Faculté de droit de Yale.
Après la traduction en langue anglaise de Qu'est-ce qu'un Français? et la publication de plusieurs articles dans des revues américaines, il publie en 2012 une recherche sur l'histoire des dénaturalisations aux États-Unis sous le titre The Sovereign Citizen : Denaturalization and the Origins of the American Republic.
Dans le prolongement de ses travaux sur les dénaturalisations en France, il aborde un pan peu connu de l'histoire de la nationalité aux États-Unis en éclairant, selon Nicolas Barreyre, certes un phénomène « marginal » mais en démontrant « de façon saisissante comment s’est construite la stabilité juridique de la citoyenneté ».

### Militantisme
Dans la seconde moitié des années 1970, au sein du Étudiants socialistes il anime le courant "Socialisme et Université" qui, dans le mouvement étudiant regroupe les forces militantes du Centre d'études, de recherches et d'éducation socialiste (CERES). À cette fin il contribue au lancement du journal Le crayon entre les dents dont la ligne éditoriale demeure alors l'exigence de l'Union de la gauche et de son programme commun selon la ligne politique revendiquée par Jean-Pierre Chevènement. Il négocie entre 1976 et 1980, avec un succès limité, la présence d'étudiants du CERES au sein de la direction nationale de l'Union nationale des étudiants de France (UNEF) dirigée majoritairement par des communistes.

### Parcours politique
Il exerce la fonction de chef de cabinet du secrétaire d'État aux immigrés, François Autain, de 1981 à 1982 et est membre du Parti socialiste jusqu'en 1985. Il intervient depuis dans le débat public sur les questions d'immigration.

## Expertise et commissions
En 1997, le Premier ministre socialiste Lionel Jospin lui confie la mission d'étudier une réforme des législations sur la nationalité et l'immigration. Dans son rapport, la « mission Weil » rappelle le débat qui, au cours du XIXe siècle, a donné naissance à la « tradition républicaine » du droit du sol et présente l'évolution de la législation de la nationalité de 1889 à 1993. Après un état des lieux critique des réformes entreprises par le gouvernement Balladur, il propose une réforme de la législation sur la nationalité et sur l'immigration.
Le gouvernement adopte par la suite la loi « Guigou » du 16 mars 1998 relative à la nationalité, et la loi « Chevènement » (ou loi RESEDA) du 11 mai 1998 relative à l'immigration.
Il a été membre du Haut Conseil à l'intégration (1996-2002), affecté à son groupe statistique (qui a préfiguré l'Observatoire des statistiques de l'immigration et de l'intégration), puis membre de la commission Stasi, composée de 20 membres, et ayant débouché sur la loi portant interdiction du voile dans les établissements scolaires publics (décembre 2003).

## Participation à des débats publics

### Débats éducatifs
Il défend la modification du système d'accès aux filières sélectives par l'instauration d'un système de recrutement des étudiants utilisé au Texas : l'instauration d'une admission de droit dans ces filières pour les 10 % des lycéens les mieux placés dans les résultats du baccalauréat dans chaque lycée.
En décembre 2006, il fonde l'association Bibliothèques sans frontières, dont il est le président.

### Débats sur l'immigration et l'intégration
Lorsque Nicolas Sarkozy annonce en 2005, lors d'une convention de l'UMP, sa volonté de fonder une « nouvelle politique de l'immigration » fondée sur la distinction entre immigration « choisie » et immigration « subie » et avec la mise en œuvre d'un système de « quotas » d'immigrés, Patrick Weil critique sévèrement ces propositions du ministre de l'Intérieur dans un entretien accordé au journal Le Monde. Le ministre de l'Intérieur répond alors publiquement à sa critique et l'échange épistolaire est publié dans Le Monde du 13 juillet 2005. S'ensuivront plusieurs échanges de lettres entre le chercheur et le ministre.
Le 18 mai 2007, il démissionne des instances de la Cité nationale de l'histoire de l'immigration avec sept autres chercheurs pour protester contre l'instauration par Nicolas Sarkozy du ministère de l'Immigration et de l'Identité nationale.
Alors qu'Éric Besson est devenu ministre de l'Immigration, de l'Intégration, de l'Identité nationale et du Développement solidaire, en remplacement de Brice Hortefeux, il initie une pétition, avec Alexis Spire et Caroline Douki pour protester contre une réforme donnant la compétence aux préfectures pour refuser les naturalisations à la place de la sous-direction de l'accès à la nationalité française du ministère, compte tenu du risque d'inégalité de traitement. À ses yeux, cette réforme constitue « la manifestation la plus exemplaire de cette politique de “l'identité nationale” » et un « risque d'abus et de favoritisme politique », et pourrait même favoriser une sélection des dossiers sur la base des origines ethniques.
Il se montre aussi critique à l'égard des politiques menées par ce ministère, particulièrement lors du « grand débat » sur l'identité nationale ou encore le projet, annoncé lors du discours de Grenoble par Nicolas Sarkozy, de développer dans le projet de « loi Besson » les cas de déchéance de la nationalité française.
Il s'oppose aussi à une proposition du Premier ministre François Fillon de revenir sur la « loi Guigou » de 1998 d'acquisition automatique à la nationalité française à 18 ans pour les jeunes nés en France de parents étrangers en remettant en place « l'idée de Charles Pasqua de demander aux jeunes nés en France de parents étrangers de choisir formellement la nationalité française à 18 ans, et ce, lors d'une cérémonie ».

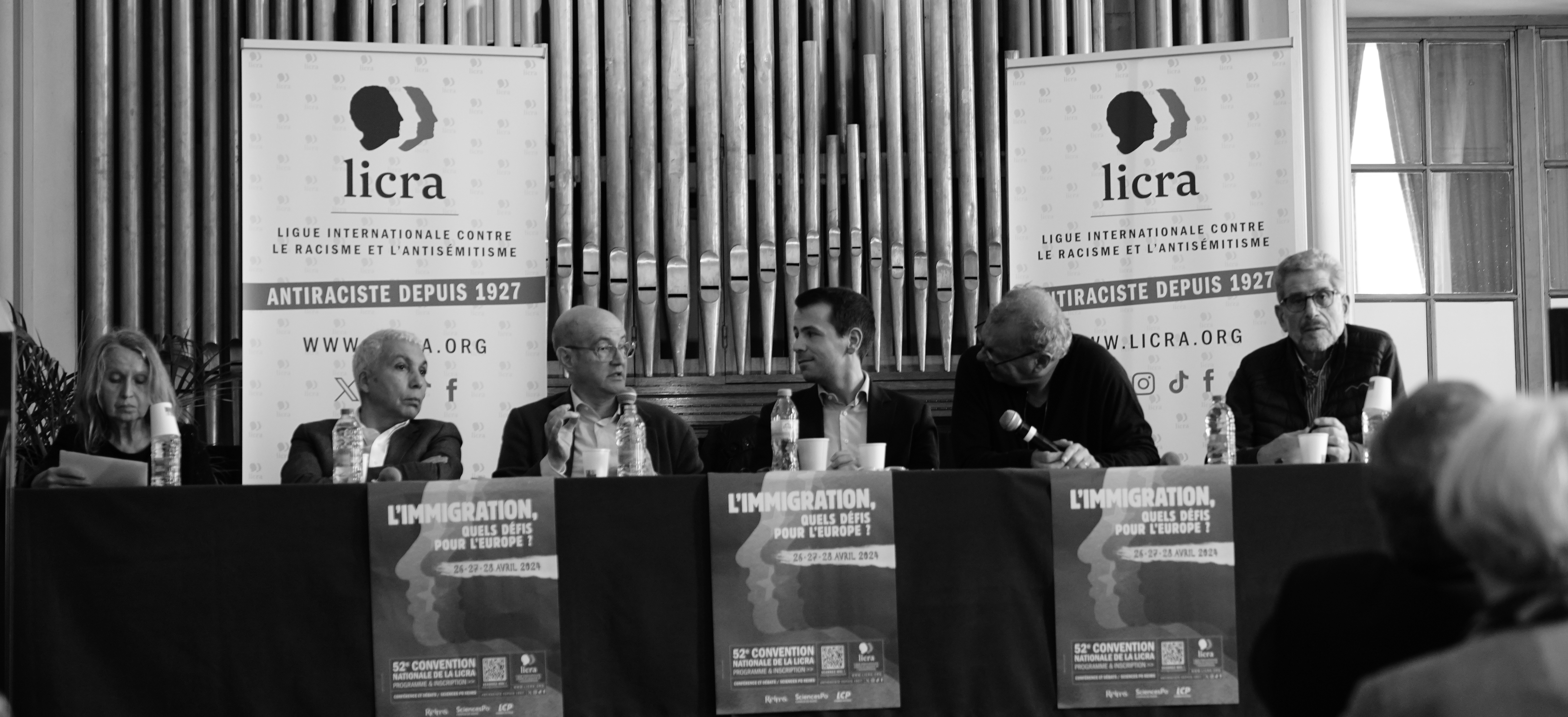
Lors de la 52e Convention nationale de la Licra avec Bertrand Delais, Gilbert Flam, Pascale Joannin, et Smain Laacher.

En août 2013, réagissant à une déclaration du ministre de l'Intérieur Manuel Valls qui estimait — lors du séminaire gouvernemental consacré à la France de 2025 — que le regroupement familial, particulièrement des Africains, allait « poser un problème », Patrick Weil estime : 

« Vous savez combien il y a de personnes qui bénéficient du regroupement familial tous les ans en France ? 16 000 personnes. On était à 80 000, il y a trente ans. On est en baisse depuis des années. Ça n’est plus un problème, le regroupement familial. C’est un faux problème. Et c’est vraiment regrettable que Monsieur Valls l’ait relancé. »

### Identité nationale française
Dans le cadre de son débat avec Nicolas Sarkozy, il lui répond dans Être français. Dans ce texte, Patrick Weil identifie quatre piliers constitutifs, à ses yeux, de l'identité nationale française :
- le principe d'égalité qui permettait l'identification à la France des habitants des provinces conquises ;
- la langue française, langue de l’État depuis 1539, qui a été un instrument d'unification culturelle du royaume de France puis de la République ;
- la mémoire positive de la Révolution, que les Français partagent avec les Américains, mais qu'aucun autre peuple d'Europe ne possède ;
- la laïcité, qui repose depuis 1905 sur trois principes : la liberté de conscience, la séparation de l’Église et de l’État, et le libre exercice de tous les cultes[32].

## Prises de positions politiques et militantes
En tant que membre de la commission Stasi, il soutient les propositions du rapport dont fait partie l'interdiction du port du voile dans les écoles en France. Il est à l'origine de la proposition visant à permettre à chaque salarié de bénéficier d'un jour chômé dans l'année pour célébrer une fête religieuse, à la place du lundi de Pentecôte.
Lors de l'élection présidentielle de 2007, il participe à un appel soutenant la candidate du PS, Ségolène Royal dès le premier tour.
En 2012, il dirige un ouvrage collectif intitulé 80 propositions qui ne coûtent pas 80 milliards, visant à faire des propositions pour « réduire la dette, assurer une meilleure participation des citoyens à la politique et renforcer l'égalité. »
En 2013, il publie une tribune pour défendre le cumul des mandats, car, selon lui, « la principale conséquence de l'interdiction faite aux parlementaires de cumuler des mandats exécutifs locaux serait de renforcer encore les pouvoirs du président de la République. » Il défend aussi cette position avec deux professeurs de droit, Pierre Avril et Olivier Beaud, et un professeur de sciences politiques, Laurent Bouvet,,,,.
En 2015, il prend position contre l'historien Georges Bensoussan dans la polémique l'opposant notamment à Smain Laacher, à la suite d'une émission de Répliques sur France Culture.
Le 3 juin 2014, il signe une tribune dans Le Monde dans laquelle il soutient qu'Edward Snowden a droit à l'asile constitutionnel en France, en raison du combat pour la liberté que ce dernier aurait mené.
En 2019, il s'engage contre la privatisation d'Aéroports de Paris et pour le référendum d'initiative parlementaire qui suit le projet de loi correspondant.
Avec Serge Slama et Paul Cassia, il est également membre de l'Association de défense des libertés constitutionnelles.

## Publications
- La France et ses étrangers : L'Aventure d'une politique de l'immigration de 1938 à nos jours, Éditions Gallimard, coll. « Folio histoire » (no 135), février 2005 (1re éd. 1991), 592 p. (ISBN 978-2-07-041195-5, présentation en ligne).
  - 1992 : prix de thèse de l'Assemblée nationale[47]. Le livre est issu de sa thèse de doctorat[48].
- Jacqueline Costa-Lascoux et Patrick Weil, Logiques d’États et immigrations, Paris, Kimé, coll. « Histoire des idées, théorie politique et recherches en sciences sociales », 1992, 298 p.  (ISBN 978-2908212129)
- Mission d'étude des législations de la nationalité et de l'immigration : Des conditions d'application du principe du droit du sol pour l'attribution de […] politique de l'immigration juste et efficace, Paris, La Documentation française, coll. « Rapports officiels », 1997, 175 p.  (ISBN 978-2110038517)
- Patrick Weil et Randal Hansen, Nationalité et citoyenneté en Europe, Paris, La Découverte, 1998, 330 p.  (ISBN 978-2707131409) ; traduction : Towards a European Nationality. Citizenship, Immigration and Nationality Law in the EU, Houndmills : Macmillan, décembre 2000
- Patrick Weil et Randall Hansen, Dual Nationality. Social Rights and Federal Citizenship in the U.S. and in Europe. The Reinvention of Citizenship, New York, Oxford, Berghan Press, 2002 (en codirection avec Randall Hansen)
- Patrick Weil, Andreas Fahrmeir, Olivier Faron, From Europe to North America, Migration Control in the Nineteenth Century, The Evolution of States Practices in Europe and the United States from the French Revolution to the Inter-War Period, New York/London, Berghahn Books, 2003
- Marie-Claude Blanc-Chaléard, Stéphane Dufoix et Patrick Weil, L’Étranger en questions du Moyen Âge à l'an 2000, Paris, Le Manuscrit, 2005, 532 p.  (ISBN 978-2748159844)
- Patrick Weil (dir.), Stéphane Dufoix, (dir.) et coll., L'Esclavage, la colonisation, et après…, Paris, PUF, coll. « Hors collection », 2005, 628 p.  (ISBN 978-2130543701)
- Qu'est-ce qu'un Français ? : Histoire de la nationalité française depuis la Révolution, Paris, Gallimard, 2002 (rééd. revue et augmentée, Paris, Gallimard, coll. « Folio Histoire », 2005, 646 p.  (ISBN 978-2070426577) traduit How to be French? Nationality in the Making since 1789, Duke University Press, 2008 (traduction par Catherine Porter). Prix François Furet[49].
- Politiques de la laïcité au XXe siècle, Sous la direction de Patrick Weil, Paris, PUF, 2007, 631 p.  (ISBN 978-2130559009)
- Liberté, égalité, discriminations : L'Identité nationale au regard de l'histoire, Paris, Grasset, 2008, 205 p.  (ISBN 978-2246646815)
- La République et sa diversité : Immigration, intégration, discrimination, Paris, Le Seuil, coll. « La république des idées », 2005, 111 p.  (ISBN 978-2020693776)
- Être français, les quatre piliers de la nationalité, La Tour d'Aigues, France, L'Aube, coll. « L'urgence de comprendre », 2011, 35 p.  (ISBN 978-2815901970)
- 80 propositions qui ne coûtent pas 80 milliards, Paris, Grasset, coll. « Essais français », 2012, 336 p.  (ISBN 978-2246790914)
- (en) The Sovereign Citizen : Denaturalization and the Origins of the American Republic, Penn Press, Nov. 1, 2012
- Patrick Weil et Nicolas Truong, Le Sens de la République, 2015, 180 p. (ISBN 978-2-246-85822-5). Prix Jean Zay[50].
- Georges Clemenceau. Lettres d'Amérique, présentées par Patrick Weil et Thomas Macé, Passés Composés, 2020, 464 p.
- Patrick Weil, De la laïcité en France, Grasset, coll. « Essais et documents », 2021, 162 p. (ISBN 9782246827757, EAN 9782246827764, présentation en ligne).
- Le Président est-il devenu fou ? : Le diplomate, le psychanalyste et le chef de l'État, Paris, Éditions Grasset, coll. « Essais et documents », mars 2022, 480 p. (ISBN 978-2-246-85811-9, présentation en ligne).En poche chez Odile Jacob poches, coll. « Document », Paris, août 2024, sous le titre Un fou à la Maison Blanche, 512 p. (ISBN 978-2-415-00919-9) [présentation en ligne].

## Distinctions
- Chevalier de la Légion d'honneur, décret du 18 avril 2014[51]
- Chevalier des Arts et des Lettres, arrêté du 29 juin 2020[52]